# Kilncraigs Mills

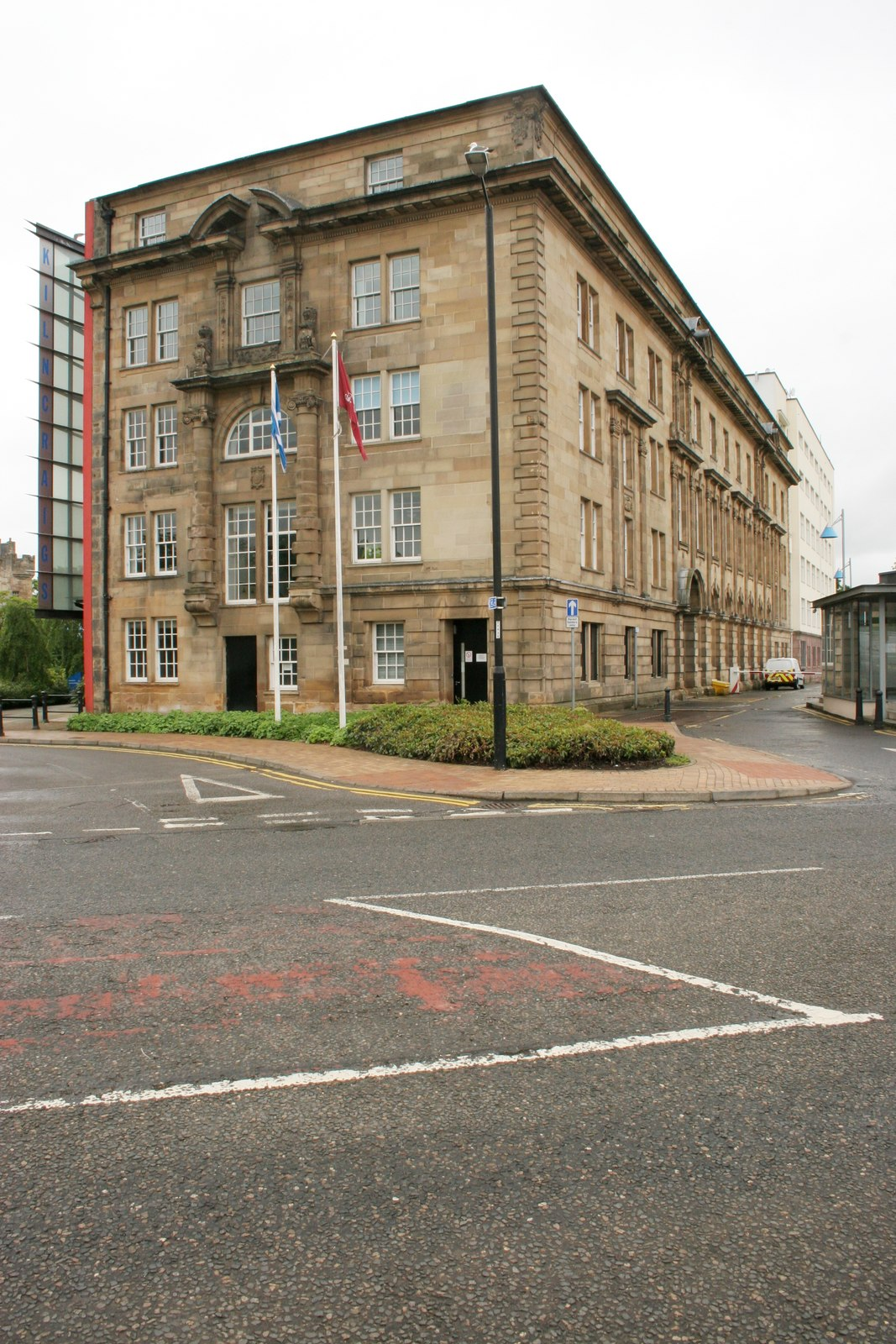
Kilncraigs Despatch Warehouse

Die Kilncraigs Mill, auch Kilncraigs Factory, ist ein ehemaliges Unternehmen in der schottischen Stadt Alloa in der Council Area Clackmannanshire. Heute sind nur noch zwei Gebäude der ehemals ausgedehnten Mühle erhalten. 1972 wurden sowohl das Hauptgebäude als auch das direkt südlich angrenzende Lagergebäude in die schottischen Denkmallisten aufgenommen und schließlich 2004 in die höchste Kategorie A hochgestuft.

## Geschichte
Die Wollmühle wurde seit 1814 an diesem Standort betrieben und sukzessive über die Jahrzehnte erweitert. Zeitweise war sie die größte Wollspinnerei im Vereinigten Königreich. Die frühesten industriellen Gebäude waren eine zweistöckige, längliche Mühle mit angrenzendem Lagerhaus und stammen aus dem Zeitraum um 1830. Um 1850 wurde auf dem Gelände die West Mill errichtet und die Anlage dann 1859 um die East Mill und 1868 die North Mill erweitert. Gegen Ende der 1870er Jahre wurde die ursprüngliche Mühle abgerissen und durch einen zeitgemäßen Bau ersetzt. Der Architekt William Kerr wurde mit dem Entwurf eines neuen Verwaltungsgebäudes beauftragt, das 1903 erbaut wurde. 1920 fusionierte das Unternehmen mit einem seiner größten Konkurrenten zu Patison & Baldwin. 1936 wurde schließlich ein neues Lagerhaus hinzugefügt. Gegen Ende des 20. Jahrhunderts wurde es Teil des Konzerns Coats Viyella und wurde letztendlich 1999 geschlossen. In den 2000er Jahren wurde der Großteil der Gebäude abgerissen, um einen Supermarkt zu errichten. Das ehemalige Hauptgebäude wurde 2004 modernisiert und als Bürogebäude wiedereröffnet. Der schottische Minister Andy Kerr leitete den Festakt.

## Hauptgebäude

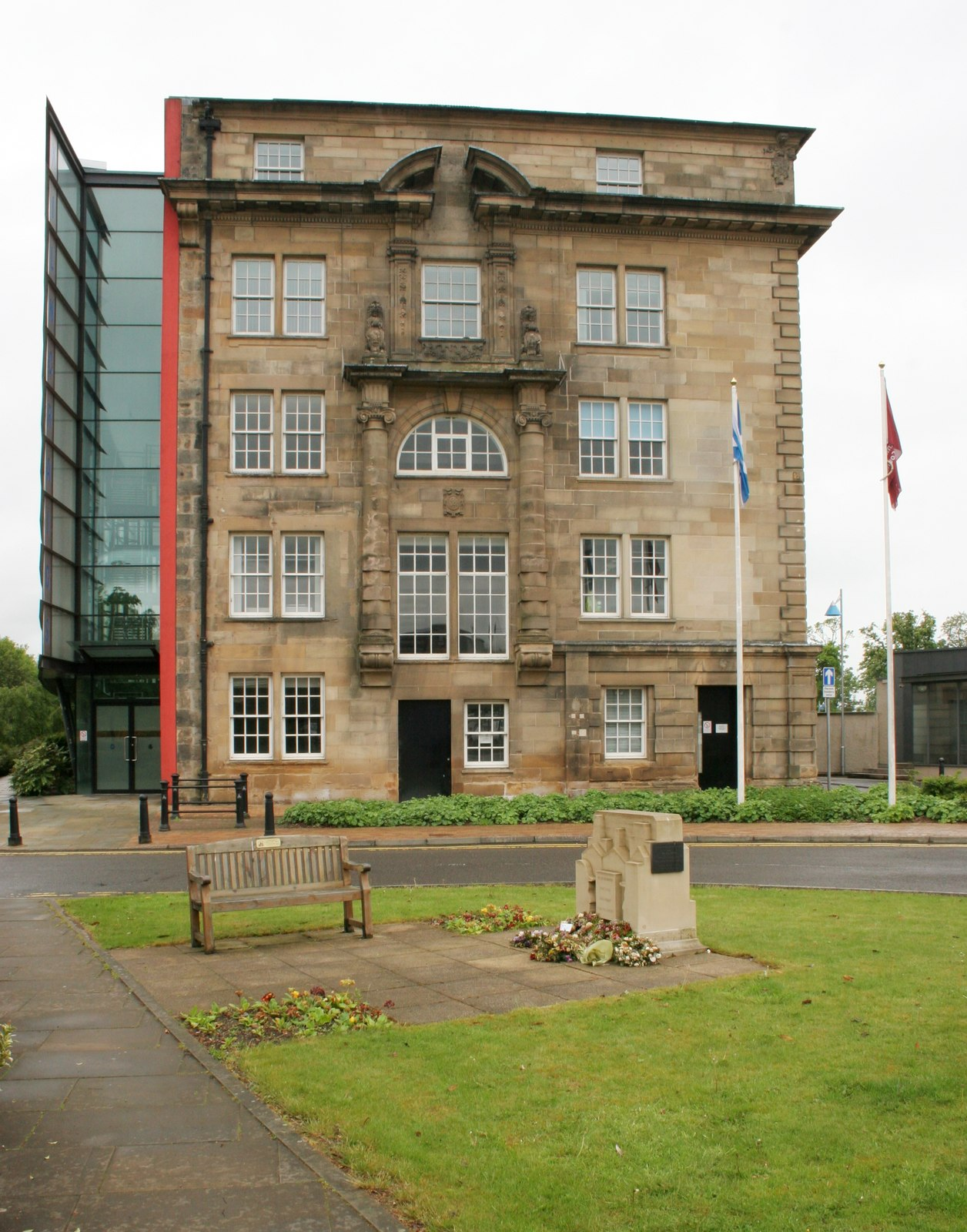
Nordfassade des Hauptgebäudes 2007 (rechts)

Das Gebäude liegt südöstlich des Stadtzentrums Alloas und bildete den nordwestlichen Abschluss des Betriebsgeländes. Es grenzt direkt an einen Friedhof an und liegt unweit des historischen Tower House Alloa Tower. Es weist Merkmale der englischen Neobarockarchitektur auf. Das vierstöckig, längliche Bauwerk verläuft in Nord-Süd-Richtung. Entlang der Längsseite sind die Fenster auf 13 vertikalen Achsen angeordnet. Ebenerdig schließen die Fenster auf den Achsen 4–11 mit Segmentbögen ab. Im ersten und zweiten Obergeschoss treten die Fenster auf der zweiten Achse hervor und sind mit Blendpfeiler verziert. Bei den umliegenden Fester handelt es sich durchweg um Zwillingsfenster. Straßenseitig an der Nordfassade sind die Fenster auf drei Achsen angeordnet. Auf der zentralen ist im ersten Stockwerk ein Zwillingsfenster mit darüberliegendem halbkreisförmigen Fenster verbaut. Diese werden von Blendpfeilern mit Löwenfiguren flankiert. Zwei Türen führen von dieser Seite ins Gebäudeinnere. Das Gebäude schließt mit Walmdächern ab, die mit grauem Schiefer eingedeckt sind.